# Yayakent, Kınık
Yayakent là một thị trấn thuộc huyện Kınık, tỉnh İzmir, Thổ Nhĩ Kỳ. Dân số thời điểm năm 2010 là 1.674 người.